# Rhododendron kyawi
Rhododendron kyawi är en ljungväxtart som beskrevs av John Henry Lace och W.W. Sm. Rhododendron kyawi ingår i släktet rododendron, och familjen ljungväxter. Inga underarter finns listade i Catalogue of Life.